# دریکسکه فان بوسل
دریکسکه فان بوسل (انگلیسی: Driekske van Bussel; ۱۸ نوامبر ۱۸۶۸ – ۲۷ آوریل ۱۹۵۱) کماندار اهل هلند بود.